# Cambarellus chapalanus
Cambarellus chapalanus е вид ракообразно от семейство Cambaridae. Видът е почти застрашен от изчезване.

## Разпространение и местообитание
Разпространен е в Мексико.
Обитава сладководни басейни и реки.